# Cimkowicze (rejon wołożyński)
Cimkowicze (biał. Цімкавічы; ros. Тимковичи) – wieś na Białorusi, w obwodzie mińskim, w rejonie wołożyńskim, w sielsowiecie Wołożyn, przy drodze republikańskiej . 
Na przełomie XIX i XX wieku Michalina Horwatt;siostra Edwarda Woyniłłowicza, odbudowała w Cimkowiczach ich rodzinną katolicką świątynię parafialną, Pomagał jej w tym proboszcz Tadeusz Oskierko, którego grób znajduje się  w Ciechocinku.
W dwudziestoleciu międzywojennym leżały w Polsce, w województwie nowogródzkim, w powiecie wołożyńskim. 